# Haucourt (Oise)
Haucourt è un comune francese di 150 abitanti situato nel dipartimento dell'Oise della regione dell'Alta Francia.

## Società

### Evoluzione demografica
Abitanti censiti